# Agenda regional
Agenda regional es un programa de televisión regional, realizado en La Serena, capital de la Región de Coquimbo, en Chile. Inicialmente se llamaba Agenda diaria y duraba 90 minutos. Posteriormente, en 2005 pasó a llamarse Agenda regional, y desde sus inicios ha poseído diversos conductores.

## Historia
El programa Agenda diaria apareció entre 2001 y 2002, a través del canal regional de cable Thema Televisión. Sus primeros conductores fueron Ignacio Pinto y Rodrigo Gutiérrez. Tenía una duración de 90 minutos y se emitía de lunes a viernes, a las 22:30 horas.
En los años venideros, tras la eliminación del noticiero Thema noticioso de la parrilla programática de la señal, las noticias comenzaron a ser emitidas en un bloque dentro del programa, para luego dar paso a un análisis de ellas.
Agenda Diaria también realizó una amplia cobertura de las elecciones municipales de 2004, emitiendo un programa especial durante el día de los comicios.
El 5 de mayo de 2005 se dio inicio a una nueva etapa del programa, marcada también por el inicio de Canal V La Serena-Coquimbo, que reemplazaría a Thema Televisión. El programa pasa a llamarse Agenda regional, y se reduce a 60 minutos el tiempo de emisión, dado que se reactiva el noticiero local, ahora llamado Ve noticias.
Luego del cambio de nombre del canal, a mediados de 2006, pasando a ser CuartaVisión, el programa no sufre modificaciones, salvo algunos cambios de horario en ciertas ocasiones y cambios de conductor (entre los que han conducido el programa han estado Ignacio Pinto, Rodrigo Gutiérrez, Sergio Aguilera y Juan Carlos Thenoux).
El 7 de abril de 2008 se inició la reformulación del programa, que incluyó cambio de logotipo, escenografía, y la división temática de cada edición diaria del programa. La edición del día lunes pasó a ser llamada Agenda deportiva; la del miércoles, Agenda salud; y la del viernes, Agenda cultural; mientras que las ediciones de martes, jueves y sábado mantienen la tónica anterior del programa, sumando al equipo dos integrantes más que fueron Raúl Castillo (abogado) y Marko Beovic (empresario), siendo estos, un verdadero aporte al programa conducido por Sergio Aguilera.
En la actualidad, Agenda Regional se emite en directo de lunes a sábado, entre las 22:30 y 23:30 horas. Además, posee repeticiones durante el día siguiente en diferentes horarios.

## Conductores
- Agenda deportiva (lunes): Rodrigo Gutiérrez
- Agenda regional (martes): Sergio Aguilera-Raul Castillo-Marko beovic
- Agenda salud (miércoles): Ramón González
- Agenda regional (jueves): Sergio Aguilera-Raul Castillo-Marko Beovic
- Agenda cultural (viernes): Ignacio Pinto
- Agenda regional (sábado): Sergio Aguilera-Raul Castillo-Marko Beovic